# Pseudomonas putida
Pseudomonas putida là một vi khuẩn sống dưới đất saprotrophuc hình roi gram âm.

## Ứng dụng
Sự tạo dòng một gen từ Pseudomonas putida vào E.coli làm nó có khả năng tổng hợp indigo xanh trong môi trường có tryptophan.
Pseudomonas putida sản xuất các chất hóa học (tạo thành các alcohol có hoạt tính quang học từ những cơ chất là achiral hoặc racemic,…, trong sự biến đổi acid isobutyric thành acid (S)-β-hydroxybutyric, các sản phẩm dược, phân hủy chất thải và các độc tố. Nó cũng đóng một vai trò quan trọng trong việc sản xuất các cơ chất chất lượng cao cho công nghiệp.
Các tác nhân có hoạt tính bề mặt hay hoạt động bề mặt là các chất hữu cơ, đó là các phân tử có tính phân cực mạnh và là thành phần cơ bản của chất tẩy. Các chất có hoạt tính bề mặt có thể gây ra sự ô nhiễm nghiêm trọng khi ở nồng độ cao ví dụ như từ các nhà máy xà phòng, hệ thống thoát nước thành phố và có thể phát sinh các hiện tượng không mong muốn như việc tạo bọt.
Alkylsulfatase từ Pseudomonas C12B Pseudomonas putida hoặc từ Pseudomonas aeruginosa có thể làm giảm hiệu suất các chất có hoạt tính bề mặt xuống tới nồng độ 750 mg dm-3. Enzyme này đặc hiệu với các gốc alkyl sulfate, và có thể phá hủy hoàn toàn gốc alkyl sulfate, alkyl ethoxy sulfate hoặc aryl sulfonate trong các chất có hoạt tính bề mặt. Tuy nhiên, trên thực tế, enzyme này không thể tấn công các alkane sulfonate. Nói chung, alkylsulfatase hứa hẹn một ứng dụng trong tương lai về việc xử lý một phạm vi rộng các chất có hoạt tính bề mặt có trong nước thải.
P. putida có khả năng phân hủy dung môi hữu cơ như toluene. Có ít nhất một chủng vi khuẩn này có thể chuyển đổi morphine trong dung dịch nước vào mạnh mẽ hơn và có phần tốn kém để sản xuất thuốc hydromorphone (Dilaudid).